# Политехнический институт Ренсселера
Политехнический институт Ренсселера (иногда встречается иной вариант написания на русском языке — Политехнический институт Ренсселира; англ. Rensselaer Polytechnic Institute, сокращенно RPI) — частный университет в США. Расположен в городе Трой, штат Нью-Йорк.
Основное внимание уделяется естественным наукам и технологиям. В частности, приоритетами в области исследований выделены пять направлений: биотехнологии, энергетика и окружающая среда, нанотехнологии, вычисления и информационные технологии, исследования в области медиакоммуникаций и искусств.

## История
Институт был основан в 1824 году. 
В списке лучших колледжей 2019 года он занимает 49-е место среди национальных университетов.
В настоящее время в университете обучается около 7 тысяч студентов. Функцинирует 200 студенческих организаций.

## Выпускники
Среди известных выпускников можно выделить:
- Джордж У. Дж. Феррис - создатель Колеса обозрения
- Говард П. Изерманн - изобретатель солнцезащитного крема
- Майлз Брэнд - экс-президент NCAA.
- Ричард Алан "Рик" Мастраккио - американский инженер и астронавт НАСА
- Эдвард Дж. Зандер - бывший генеральный директор Motorola
- Нариман Фарвардин - президент Технологического института Стивенса, Хобокен, Нью-Джерси.
- Адам Оутс - американский хоккеист
- Бобби Фаррелли - американский кинорежиссёр
- Деннис Тито - первый космический турист[9]

## Примечание
1. 1 2  Integrated Postsecondary Education Data System — 1992.
2. 1 2  National Association of College and University Business Officers U.S. and Canadian 2022 NTSE Participating Institutions Listed by Fiscal Year 2022 Endowment Market Value, Change in Market Value from FY21 to FY22, and FY22 Endowment Market Values Per Full-time Equivalent Student (Excel) — 2023.
3. ↑  https://web.archive.org/web/20230329011953/https://info.rpi.edu/quick-facts
4. ↑  https://web.archive.org/web/20230329011805/https://info.rpi.edu/quick-facts
5. ↑  https://web.archive.org/web/20221006135012/https://info.rpi.edu/quick-facts/
6. ↑  U.S. and Canadian 2022 NTSE Participating Institutions Listed by Fiscal Year 2022 Endowment Market Value, Change in Market Value from FY21 to FY22, and FY22 Endowment Market Values Per Full-time Equivalent Student (Excel) (англ.) — National Association of College and University Business Officers, 2023.
7. ↑  Написание в соответствии с правилами транскрипции и произношением фамилии Ван Ренсселир на английском языке (см. Rensselaer в Merriam-Webster's Online Dictionary, проверено 07.06.2009 Архивная копия от 1 мая 2021 на Wayback Machine). Однако студенты института часто произносят его название как Ренсалир (wren-suh-leer) (см., например, обсуждение в архивах электронной почты www.rootsweb.ancestry.com (проверено 07.06.2009).
8. ↑  Rensselaer Polytechnic Institute | Политехнический институт Rensselaer | Eduplatform Uzbekistan. Дата обращения: 28 октября 2020. Архивировано 31 октября 2020 года.
9. ↑  Политехнический институт Ренсселера (Rensselaer Polytechnic Institute) в США. meet-usa.com. Дата обращения: 28 октября 2020. Архивировано 1 ноября 2020 года.